# سيرغي أرخيبوف
سيرغي أرخيبوف (بالروسية: Архипов, Сергей Сергеевич)‏ هو لاعب كرة قدم روسي في مركز الهجوم، ولد في 15 فبراير 1996 في تامبوف في روسيا. لعب مع FC Gorodeya ‏.

## وصلات خارجية
- سيرغي أرخيبوف على موقع Soccerway.com (الإنجليزية)